# René Andring
René Andring (nascido em 11 de setembro de 1939) é um ex-ciclista luxemburguês.
Competiu representando o Luxemburgo em duas provas do ciclismo de estrada nos Jogos Olímpicos de 1960, realizados em Roma, Itália.